# Ammelne
Ammelne (en àrab أملنا, Ammalnā; en amazic ⴰⵎⵍⴰⵏ) és una comuna rural de la província de Tiznit, a la regió de Souss-Massa, al Marroc. Segons el cens de 2014 tenia una població total de 3.603 persones.